# Новоиванивка
Новоиванивка (на украински: Новоіванівка) е село в Южна Украйна, Подилски район на Одеска област. Основано е през 1895 година. Населението му е около 107 души.